# Bernard Heidsieck
Pour les articles homonymes, voir Heidsieck.
Bernard Heidsieck, né le 30 novembre 1928 et mort le 22 novembre 2014 ,, est un poète français. Il a été l'un des créateurs de la poésie action.

## Biographie
À la suite de la parution du recueil Sitôt dit, en 1955, Bernard Heidsieck constate l'état moribond de la poésie, cantonnée selon lui à l'espace blanc de la page dans laquelle elle finit par se « noyer ». C'est après avoir assisté aux concerts du Domaine musical de Pierre Boulez, où il entend notamment Le Chant des adolescents de Stockhausen, puis aux performances des artistes de Fluxus au Domaine poétique créé par Jean-Loup Philippe et Jean-Clarence Lambert, qu'il prend conscience du « retard » de la poésie sur les expérimentations musicales et artistiques du temps. Il entreprend alors de sortir le poème de la page imprimée, et crée ses premiers « poèmes-partitions », avant d'utiliser le magnétophone comme principal outil de création à partir de 1959, fondant ainsi, avec François Dufrêne, Gil J. Wolman et Henri Chopin, la poésie sonore, c'est-à-dire selon sa définition restreinte, « une poésie faite par et pour les magnétophone qui use des moyens de l'électro-acoustique ».

Cependant, au-delà de la dimension sonore, la dimension visuelle du poème prend pour Heidsieck une importance majeure : le poème, tel qu'il est conçu, trouve son achèvement sur la scène, dans le moment de sa performance. C'est la raison pour laquelle il rebaptise sa pratique, à partir de 1963, Poésie action : 
« Ce que je cherche toujours, c'est d'offrir la possibilité à l'auditeur/spectateur de trouver un point de focalisation et de fixation visuelle. Cela me parait essentiel. Sans aller jusqu'au happening loin de là, je propose toujours un minimum d'action pour que le texte se présente comme une chose vivante et immédiate et prenne une texture quasiment physique. Il ne s'agit donc pas de lecture à proprement parler, mais de donner à voir le texte entendu. »
Poète, Bernard Heidsieck exerce également tout au long de sa carrière l'activité de banquier : il a été vice-président de la Banque française du commerce extérieur à Paris. Le lien entre les deux activités est notamment au cœur du poème-partition "B2-B3. Exorcisme" (1962) et de certains poèmes de Derviche/Le Robert.
Invité de très nombreux festivals, il a lui-même organisé le Panorama international de poésie sonore en 1976, à la Galerie Annick Lemoine (Paris), ainsi que les Rencontres internationales 1980 de poésie sonore qui se sont déroulées à Rennes, au Havre et au Centre national d'art et de culture Georges-Pompidou à Paris.
Il est également auteur d'une importante œuvre plastique, avec ses planches d'« écritures-collages », dont Les Foules constituent le premier ensemble, en 1970. Conçu entre 1973 et 1979, Canal Street se construit autour de la réalisation d'un ensemble de planches à partir de transistors trouvés sur l'avenue du même nom, à New York. Toujours avec le matériau sonore, dont des bandes magnétiques, il a également réalisé plusieurs abécédaires.
Il a reçu en 1991 le grand prix national de la poésie et été président de la Commission Poésie du Centre national du livre.
Il meurt à Paris le 22 novembre 2014 et est enterré au cimetière du Père-Lachaise (10e division).

## Vie privée
Arrière-petit-fils de Charles Heidsieck, Bernard Heidsieck a épousé l'artiste plasticienne Françoise Janicot, avec qui il a eu deux filles, Nathalie et Emmanuelle.

## Sur Bernard Heidsieck
- Jean-Pierre Bobillot, Bernard Heidsieck Poésie Action, Éditions Jean-Michel Place, 1996.
- Jean-Pierre Bobillot, « Bernard Heidsieck : Poème-partition B2B3 / Exorcisme (1962) : 3’ » [en anglais] : Twentieth-Century French Poetry : A Critical Anthology, Cambridge University Press [GB], 2010.
- Frédéric Acquaviva, H comme Heidsieck (radio/phonie, 89 min), France Culture, 2004.
- Frédéric Acquaviva, Bernard Heidsieck, Ici Radio Verona (catalogue + DVD sur l'œuvre plastique de Bernard Heidsieck), Éditions Francesco Conz, Verona, 2010.
- Frédéric Acquaviva, Tout autour de Bernard Heidsieck (vidéo, 119 min), 2002-2013.
- François Collet, Bernard Heidsieck plastique, Paris, éditions Fage, 2009
- Marion Naccache, Bernard Heidsieck & Cie : une fabrique du poétique,  thèse de doctorat (dir. : Jean-Marie Gleize), École Normale Supérieure de Lyon, 2011
- Michel Munos. La poésie sonore à travers l’œuvre de Bernard Heidsieck. Mémoire de maîtrise. Université de Nice 1985
- Giovanni Fontana, La poésie action de Bernard Heidsieck. Texte, voix, geste et technologie en convergence poétique, « Inter. Art actuel », no 120, Les Éditions Intervention, Québec, 2015
- Gaëlle Théval, « Bernard Heidsieck : poésie et intermédialité » (sur Bernard Heidsieck – Les Tapuscrits : poèmes-partitions, biopsies, passe-partout, Les Presses du réel / Villa Arson, 2013 et Anne-Laure Chamboissier, et Philippe Franck, Poésie action : variations sur de Bernard Heidsieck – coffret DVD + livre, a.p.r.e.s éditions / CNAP, 2014)
- Gaëlle Théval, « Scénographies de l’écrit dans les performances poétiques de Bernard Heidsieck », colloque international « Performances poétiques » (organisation : Jérôme Cabot – LLA Créatis), Centre Universitaire J.F. Champollion, Albi, 19 et 20 mars 2015
- Gaëlle Théval, « Pour un poème-éponge , un poème-serpillère… ». Poétique des « bruits » dans la poésie sonore de Bernard Heidsieck »,   L’ Autre Musique no 4 (dir. F. Mathevet, C. Paillard, G. Pelé), mars 2016.
- Revue DOC(K)S. Spécial Bernard Heidsieck. Printemps/Eté 1993 - Akenaton Edition - Plusieurs articles et documents de ou à propos de Bernard Heidsieck.